# Empis appendiculata
Empis appendiculata är en tvåvingeart som beskrevs av Collin 1938. Empis appendiculata ingår i släktet Empis och familjen dansflugor.
Artens utbredningsområde är Ghana. Inga underarter finns listade i Catalogue of Life.